# Konstal 105Nm
Konstal 105Nm – typ czteroosiowego tramwaju, wytwarzanego w latach 1994–1996 w zakładach Konstal w Chorzowie dla warszawskiej sieci tramwajowej. Wyprodukowano 14 wagonów tego typu.

## Konstrukcja
Konstal 105Nm to jednokierunkowy, czteroosiowy, silnikowy wagon tramwajowy. Konstrukcyjnie wywodzi się od tramwajów 105Nf także wyprodukowanych dla Warszawy. Podłoga tramwaju położona jest na wysokości 910 mm nad główką szyny. Po prawej stronie nadwozia zamontowano czworo dwuskrzydłowych drzwi. W przedziale pasażerskim rozmieszczono tapicerowane siedzenia w układzie 1+1. Górna część okien jest uchylna. Kabinę motorniczego oddzielono od przestrzeni pasażerskiej szafą z wyposażeniem elektrycznym i drzwiami.
Tramwaje 105Nm wyposażone są w rozruch oporowy. Obydwa dwuosiowe wózki są napędowe, przy czym jeden silnik prądu stałego napędza jedną oś. Gniazda sterowania wielokrotnego, zainstalowane na ścianach czołowych, pozwalają na łączenie wagonów w składy.

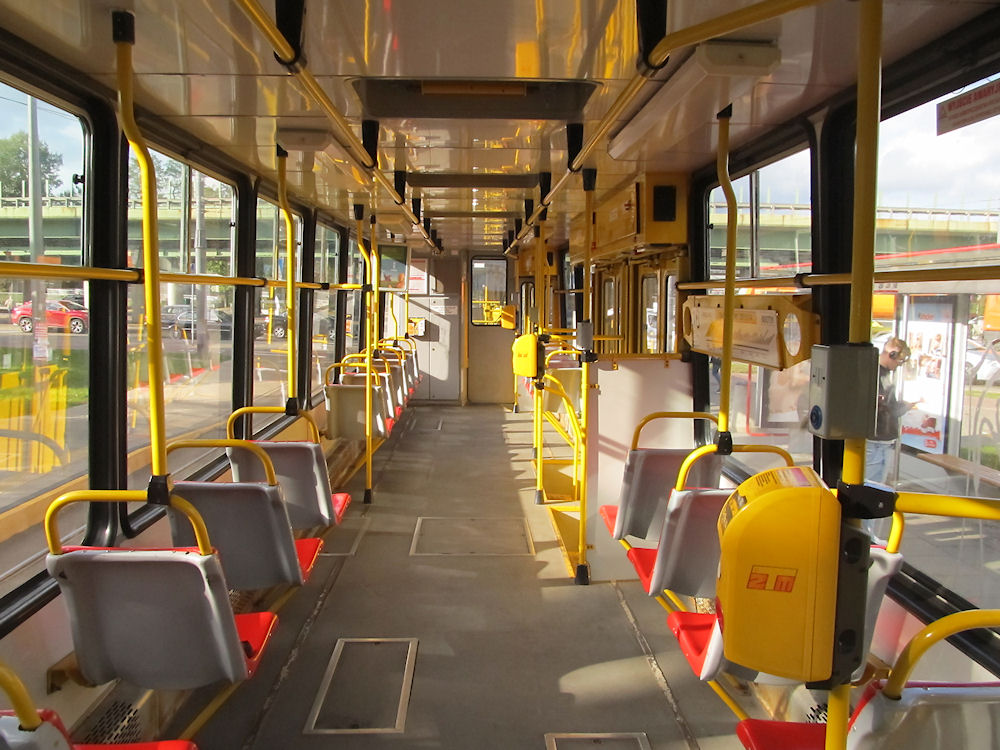
Wnętrze

W porównaniu z tramwajami 105Nf wprowadzono następujące modyfikacje: wymieniono przetwornicę wirową na statyczną, zamontowano nowy typ sprzęgów, zmieniono kolor poręczy w przedziale pasażerskim na żółty.

## Dostawy
W latach 1996–1997 wyprodukowano 14 tramwajów typu 105Nm.
| Państwo        | Miasto         | Lata dostaw    | Liczba | Numery taborowe |       |
| -------------- | -------------- | -------------- | ------ | --------------- | ----- |
| Polska         | Warszawa       | 1996–1997      | 14     | 1457–1470       | [ 1 ] |
| Łączna liczba: | Łączna liczba: | Łączna liczba: | 14     |                 |       |